# Tule (textiel)
Tule is een stof met een mazenweefsel; het is een belangrijk gedeelte van meterkant. In de kloskanttechniek wordt het grond genoemd, namelijk de opvulling tussen de motieven. Tule is verkrijgbaar in verschillende fijnheden, van jute-achtig lint tot zeer fijn gaas. Vanwege de doorzichtigheid is tule is zeer geschikt voor bruids- en avondmode. Het werd vroeger geklost met de hand en elke soort kant had zijn eigen tulepatroon. Bij de Duchessekant spreekt men bijvoorbeeld van drochelgrond; bij Valenciennekant is het tulepatroon vierkant en bij Venetiaanse kant is deze dan weer rond. Tule kon soms gepareld worden; dit wil zeggen dat er witte bolletjes op werden geborduurd; dit is slechts mogelijk bij de fijnste soort.
Tule is genoemd naar de Franse stad Tulle, die eens het centrum van de tuleproductie was.

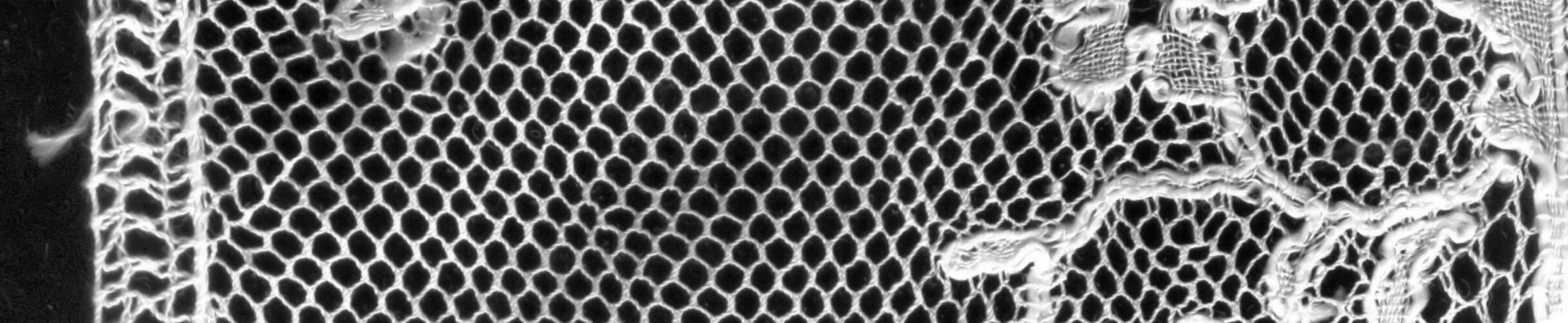
Detail uit een strook Mechelse kant; uitvergroot met 500 procent